# Zamek w Chudowie
Zamek w Chudowie – ruiny renesansowego zamku w Chudowie z lat 30. XVI wieku, wzniesionego przez szlachcica Jana Saszowskiego z Gierałtowic (vel Gierałtowski z Gierałtowic, z Domu Saszowskich herbu Saszor) na miejscu drewnianej wieży obronnej. Obiekt murowany z kamienia i cegły, pierwotnie na planie prostokąta, z dziedzińcem centralnym z krużgankami i studnią. Założenie miało dwa trzykondygnacyjne budynki mieszkalne, przekryte wysokimi dachami dwuspadowymi oraz czworoboczną, pięciokondygnacyjną wieżę, przekrytą wysokim dachem czterospadowym, z wejściem głównym od strony południowo-zachodniej z drewnianym mostem nad fosą zamkową. Szósta kondygnacja została dodana podczas XIX-wiecznej przebudowy, dokonanej przez ówczesnego właściciela zamku – Aleksandra von Bally. W 1874 zamek spłonął.

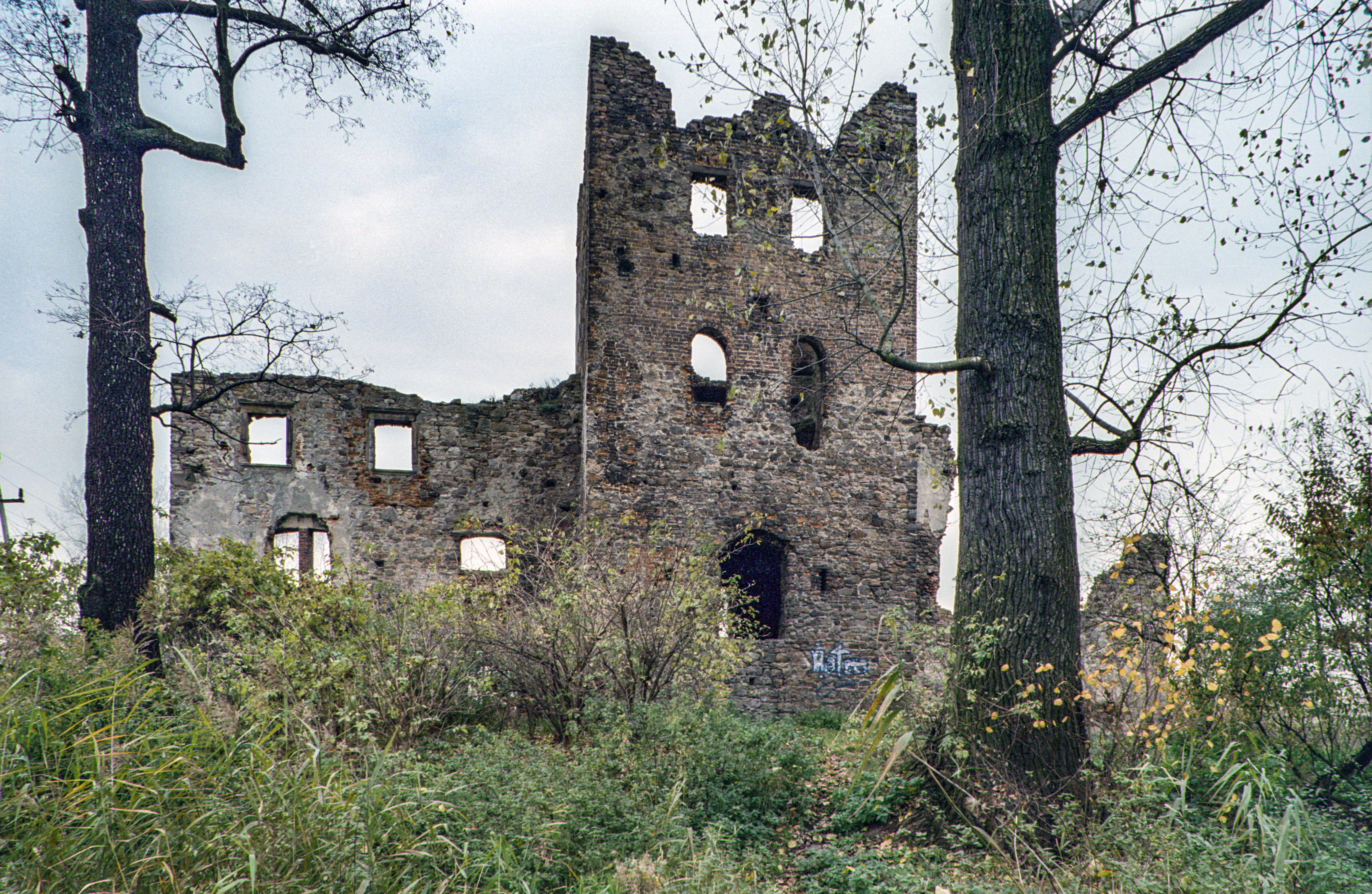
Ruiny zamku w okresie przed rozpoczęciem prac rekonstrukcyjnych

W roku 1995 powołana została Fundacja „Zamek Chudów”, której założycielem i pierwszym prezesem był Andrzej Sośnierz. Po przejęciu obiektu w roku 1999 fundacja zaczęła prowadzić prace rekonstrukcyjne i wykopaliskowe. Do 2004 roku odbudowano i zadaszono zamkową wieżę, w której obecnie mieści się muzeum zamku w Chudowie, prezentujące zabytki pozyskane podczas badań archeologicznych obiektu. Podniesiono również mury wokół dziedzińca i odnowiono bramy. Podjęte zostały także badania archiwalne, w efekcie których nakładem prowadzonego przez fundację wydawnictwa ukazały się publikacje dotyczące historii zamku. Począwszy od roku 1996 na terenie zamku organizowane są plenerowe imprezy kulturalno-oświatowe (Spotkania na Zamku w Chudowie), obejmujące inscenizacje historyczne, zloty, koncerty, projekcje filmowe, występy kabaretowe. Wizytówką i najstarszym elementem Spotkań jest sierpniowy Jarmark Średniowieczny.

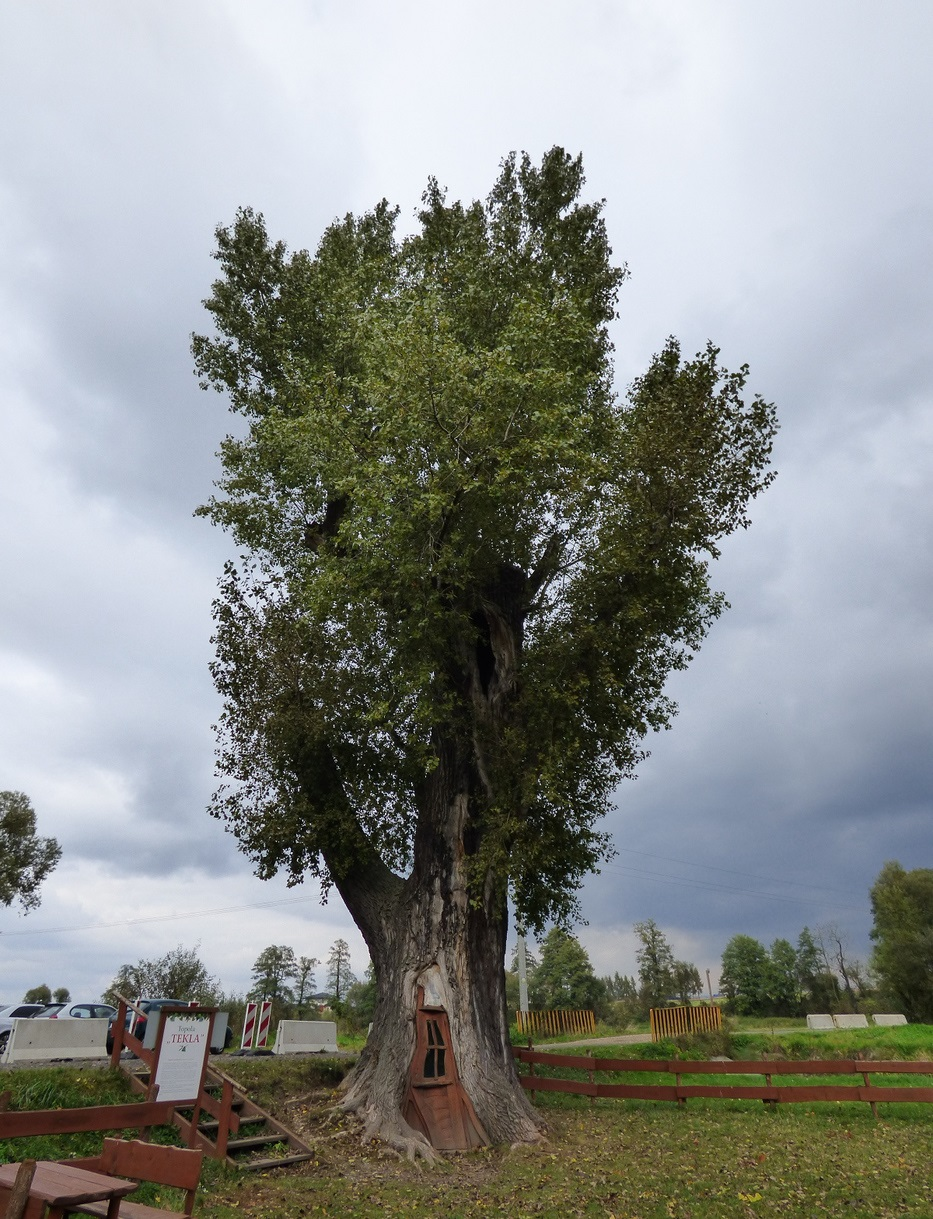
Zabytkowa topola odmiany 'Robusta'

W odległości ok. 150 metrów od zamku rośnie najstarsza w Polsce topola bujna, nazywana Teklą. Drzewo ma w przyziemnej części pnia wielką, pustą przestrzeń zaaranżowaną na „Chatkę Puchatka”. Topola od 1981 r. ma status pomnika przyrody.